# 21 марта
21 марта — 80-й день года (81-й в високосные годы) по григорианскому календарю.
До конца года остаётся 285 дней.
До 15 октября 1582 года — 21 марта по юлианскому календарю, с 15 октября 1582 года — 21 марта по григорианскому календарю.
В XX и XXI веках соответствует 8 марта по юлианскому календарю.

## Праздники и памятные дни
См. также: Категория:Праздники 21 марта

### Международные
- ЮНЕСКО — Всемирный день поэзии.
- ООН:
  - Международный день лесов[2].
  - Международный день борьбы за ликвидацию расовой дискриминации.
  - Международный день Навруз (Новруз)[3].
  - Всемирный день людей с синдромом Дауна.
- Международный день театра кукол.

### Национальные
- Намибия — День независимости (1990).
- ЮАР — День прав человека.

### Религиозные

#### Католицизм
- Память Серапиона Тмуитского;
- память Николая Флюэского;
- память Бенедикты Камбьяджо Фрассинелло.

#### Православие[4][5][6]
- Память преподобного Феофилакта исповедника, епископа Никомидийского (842—845)[7];
- память преподобных Лазаря (1391) и Афанасия (XV) Мурманских (Муромских), Олонецких;
- память апостола Ерма (Ермы), епископа Филиппопольского (I);
- память священномученика Феодорита, пресвитера Антиохийского (361—363)[8];
- память преподобномученика Дометия Персиянина (363);
- память священномученика Иоанна Знаменского пресвитера (1923);
- память мученика Владимира Ушкова (1942);
- празднование иконы Божией Матери «Зна́мение» (Курская Коренная) (1898).

### Именины
- Католические: Николай, Серапион.
- Православные: Афанасий, Владимир, Дометий, Ерм(а), Иван, Лазарь, Феодорит, Феофилакт[4][5][6].

## События
См. также: Категория:События 21 марта

### До XIX века
- 630 — Византийский император Ираклий I отбивает у персов крест Иисуса Христа и возвращает его в Иерусалим.
- 1098 — Роберт Молемский основал в Сито орден Цистерцианцев.
- 1556 — В Оксфорде сжигается епископ Томас Кранмер, переведший Библию на английский язык.
- 1666 — В первой переписи населения Канады фиксируется, что число жителей составляет 3000 человек.

### XIX век
- 1804 — во Франции принят кодекс Наполеона. В тот же день по приказу Наполеона I был казнён герцог Энгиенский.
- 1814 — второй день сражения при Арси—Сюр—Обе.
- 1843 — адвентистами Седьмого дня на этот день было обещано явление Иисуса Христа.
- 1880 — дебют Чехова в печати («Письмо к учёному соседу» было опубликовано в журнале Стрекоза).

### XX век
- 1908 — Анри Фарман совершает полёт и становится первым в Европе пассажиром аэроплана, управлявшимся Леоном Делагранжем.
- 1910 — В Одессе проходят первые в России публичные полёты русского лётчика М. Н. Ефимова на «Фармане-IV».
- 1917 — Арестована императорская семья Романовых. В ночь с 16 на 17 июля 1918 года все арестованные будут расстреляны.
- 1919 — Провозглашена Венгерская Советская Республика.
- 1922
  - В Лондоне открыт вокзал Ватерлоо.
  - В Новониколаевске (ныне Новосибирск) вышел первый номер литературного журнала «Сибирские огни»[9].
- 1923 — В Париже некий доктор Роже выступил с заявлением, что курение полезно для здоровья, так как никотин обладает антибактериальными свойствами.
- 1924 — 24-летний физик Вольфганг Паули в опубликованной статье сформулировал один из важнейших принципов современной теоретической физики, за который в 1945 году получил Нобелевскую премию.
- 1925 — В американском штате Теннесси принят закон, запрещавший во всех учебных заведениях преподавание эволюционной теории Дарвина, как противоречащей библейскому толкованию происхождения человека.
- 1927 — В Киеве выходит первый номер украинской «Литературной газеты».
- 1933
  - «день Потсдама».
  - В Париже был эксгумирован труп Екатерины Лабуре, умершей в 1876 году. Труп не подвергся разложению.
- 1937 — Постановление СНК СССР «Об учёных степенях и званиях».
- 1940 — Учёные Отто Фриш и Рудольф Пайерлс в Бирмингемском университете (Великобритания) сделали оценку критической массы урана-235.
- 1946 — В Нью-Йорке обосновалась временная штаб-квартира ООН.
- 1948 — Лётчик В. А. Диденко на самолёте Ан-6 установил рекорд высоты для данного класса самолётов — 11 248 метров.
- 1961 — На сцене ливерпульского The Cavern Club прошло первое выступление «The Beatles» (по другим данным произошло это ровно месяцем раньше). Главным действующим лицом была давно забытая группа The Bluegenes, а «Битлз» (тогда ещё квинтет) выступали как поддерживающая группа. В последующие два года группа дала почти 300 концертов на этой сцене.
- 1961 — Дала нефть первая скважина в Западной Сибири.
- 1962 — как утверждают американцы, первым живым существом, совершившим катапультирование на сверхзвуковой скорости, стал бурый медведь. Мишку выкинули на высоте более 10 км и скорости почти 1400 км/ч, а спустя 7 минут и 49 секунд он благополучно приземлился.
- 1963 — Закрывается Алькатрас, тюрьма максимальной безопасности в бухте Сан-Франциско, США.
- 1968 — сражение при Караме между Армией обороны Израиля и объединёнными силами Организации освобождения Палестины.
- 1981 — в США зарегистрирован последний случай линчевания, жертвой которого стал афроамериканец Майкл Дональд.
- 1982 — скандальный Гран-при Бразилии завершился дисквалификацией двух лидеров гонки, последовавшие события привели к реорганизации всей Формулы-1.
- 1984 — в Японском море столкнулись советская атомная подводная лодка «К-314» и американский авианосец «Китти Хок».
- 1986
  - Началась двухнедельная поездка советской школьницы Кати Лычёвой по США с «миссией мира».
  - Первый (неудачный) испытательный пуск советской межконтинентальной баллистической ракеты 15А18М (Р-36М2).
- 1990 — провозглашена независимость Намибии, 75 лет находившейся под господством ЮАР.
- 1992 — в Татарстане состоялся референдум, на котором почти две трети населения проголосовали за статус суверенного государства, субъекта международного права.
- 1999 — после 478-часового путешествия Бертран Пикар и Брайан Джонс стали первыми людьми, облетевшими Землю на воздушном шаре.

### XXI век
- 2005 — массовое убийство в школе Ред-Лейка, 9 человек погибло, нападавший застрелился.
- 2006 — Джек Дорси отправил первое сообщение в созданной им социальной сети «Твиттер».
- 2014
  - Совет Федерации ратифицировал договор о принятии Крыма в состав России. Президент России Владимир Путин подписал законы об аннексии Крыма Россией.
  - Украина подписала соглашение об ассоциации с ЕС.
- 2022
  - Пассажирский Boeing 737 разбился в Китае в уезде Тэнсяне, 132 погибших[10].
  - Тверской суд Москвы признал Meta экстремистской организацией и запретил её деятельность на территории России[11].

## Родились
См. также: Категория:Родившиеся 21 марта

### До XIX века
- 1522 — Михримах-султан (ум. 1578), дочь османского султана Сулеймана I и Хюррем Султан (Роксоланы).
- 1666 — Огю Сорай (ум. 1728), японский просветитель, реформатор, лидер конфуцианцев.
- 1763 — Жан Поль (наст. имя Иоганн Пауль Фридрих Рихтер; ум. 1825), немецкий писатель, эстетик, публицист.
- 1768 — Жан-Батист Жозеф Фурье (ум. 1830), французский математик и физик.
- 1785 — Генри Керк Уайт (ум. 1806), английский поэт.

### XIX век
- 1806 — Бенито Хуарес (ум. 1872), мексиканский политический деятель, национальный герой Мексики.
- 1809 — Фёдор Кони (ум. 1879), российский драматург, театральный критик, историк театра, мемуарист, переводчик.
- 1813 — Тимофей Грановский (ум. 1855), русский историк-медиевист, идеолог западничества, профессор Московского университета.
- 1825 — Александр Можайский (ум. 1890), русский изобретатель, один из пионеров авиации.
- 1834 — Василий Михайловский (ум. 1910), православный священник, богослов, поэт, председатель Петербургского общества трезвости.
- 1839 — Модест Мусоргский (ум. 1881), русский композитор, член «Могучей кучки».
- 1840 — Франциск Богушевич (ум. 1900), белорусский и польский поэт, один из начинателей новой белорусской литературы.
- 1854 — Лео Таксиль (наст. имя Мари Жозеф Габриэль Антуан Жоган-Пажес; ум. 1907), французский писатель, журналист-атеист.
- 1864 — Николай Чхеидзе (ум. 1926), российский и грузинский политический деятель.
- 1866 — Вакацуки Рэйдзиро (ум. 1949), японский политический и государственный деятель, премьер-министр Японии (1926—1927).
- 1877 — Морис Фарман (ум. 1964), французский пионер авиации, создатель первого в мире пассажирского самолёта.
- 1879 — Асмик (наст. имя Тагуи Акопян; ум. 1947), армянская советская актриса театра и кино.
- 1880 — Николай Максимов (ум. 1952), советский ботаник, физиолог, академик АН СССР.
- 1882 — Николай Гусев (ум. 1967), русский советский литературовед, личный секретарь Л. Н. Толстого.
- 1883 — Владимир Антонов-Овсеенко (расстрелян в 1938), российский революционер, советский партийно-государственный и военный деятель.
- 1885 — Пьер Ренуар (ум. 1952), французский актёр театра и кино, сын выдающегося художника — основателя импрессионизма Огюста Ренуара. Брат выдающегося французского кинорежиссёра Жана Ренуара, снимался в ряде его фильмов.
- 1888 — Алексей Станчинский (ум. 1914), русский композитор и пианист.
- 1889 — Александр Вертинский (ум. 1957), русский советский артист, певец, автор и исполнитель песен, киноактёр, лауреат Сталинской премии.
- 1891 — Александр Горбатов (ум. 1973), советский военачальник, генерал армии (1955), Герой Советского Союза (1945).
- 1892 — Александр Малышкин (ум. 1938), русский советский писатель.
- 1897 — Джон Ридли Струп (ум. 1973), американский психолог.

### XX век
- 1904
  - Карл Леонгард (ум. 1988), немецкий психиатр, автор понятия «акцентуированная личность» — одной из первых типологий личностей.
  - Форрест Эдвард Марс (ум. 1999), американский предприниматель, бизнес-магнат, сын основателя компании Mars Incorporated Франклина Марса.
- 1920
  - Георг Отс (ум. 1975), эстонский певец и актёр («Мистер Икс» и др.), народный артист СССР.
  - Эрик Ромер (наст. имя Жан-Мари Морис Шерер; ум. 2010), французский кинорежиссёр.
- 1925 — Питер Брук (ум. 2022), английский режиссёр театра и кино.
- 1926
  - Александр Вокач (ум. 1989), актёр театра и кино, театральный режиссёр, народный артист РСФСР.
  - Андре Дельво (ум. 2002), бельгийский кинорежиссёр.
  - Хейкки Хасу (ум. 2025), финский лыжник и двоеборец, двукратный олимпийский чемпион.
- 1927
  - Ганс-Дитрих Геншер (ум. 2016), немецкий политик и государственный деятель.
  - Станислав Нейгауз (ум. 1980), пианист, педагог, народный артист РСФСР.
- 1929 — Юрий Мушкетик (ум. 2019), советский и украинский писатель, в 1986—2001 гг. глава Союза писателей Украины.
- 1930
  - Юрий Бутырин (ум. 2016), советский и российский режиссёр мультипликации, художник-постановщик, художник-мультипликатор.
  - Симон Шноль (ум. 2021), советский и российский биофизик, историк науки.
- 1932
  - Уолтер Гильберт, американский физик, биохимик, молекулярный биолог, лауреат Нобелевской премии по химии (1980).
  - Витор Мануэл Крешпу (ум. 2014), португальский военный деятель, последний генерал-губернатор Мозамбика (1974—1975).
- 1935
  - Алексе Думитру (ум. 1971), румынский гребец-каноист, олимпийский чемпион.
  - Брайан Клаф (ум. 2004), британский футболист и футбольный тренер, офицер ордена Британской империи.
- 1937 — Франсуа Бонльё (убит 1973), французский горнолыжник, олимпийский чемпион в слаломе (1964).
- 1942 — Франсуаза Дорлеак (погибла в 1967), французская актриса театра и кино, старшая сестра Катрин Денёв.
- 1946
  - Тимоти Далтон, английский актёр, один из исполнителей роли Джеймса Бонда.
  - Рэй Дорсет, английский певец, гитарист, автор песен, основатель и фронтмен группы «Mungo Jerry».
- 1947 — Али Абдалла Салех (ум. 2017), йеменский государственный и военный деятель, президент Йемена (1994—2012).
- 1949 — Славой Жижек, словенский культуролог и философ.
- 1950
  - Сергей Лавров, российский дипломат, министр иностранных дел РФ (с 2004).
  - Роджер Ходжсон, британский рок-музыкант, певец, автор песен, участник и один из основателей группы «Supertramp».
- 1951 —  Андрей Тропилло (р. 2024), советский и российский звукорежиссёр, музыкальный издатель («АнТроп»), музыкальный продюсер, рок-музыкант.
- 1953 — Эмилио Корреа (ум. 2024), кубинский боксёр, олимпийский чемпион (1972), чемпион мира (1974). Впоследствии тренер по боксу.
- 1955 — Жаир Болсонару, бразильский государственный и политический деятель, президент Бразилии (2019—2023).
- 1956 — Ингрид Кристиансен, норвежская легкоатлетка-стайер, экс-рекордсменка мира в марафоне.
- 1957 — Юсеф Рзуга, тунисский арабский поэт и писатель-прозаик.
- 1958
  - Гэри Олдмен, английский актёр, кинорежиссёр, продюсер и музыкант.
  - Рауль Хаджимба, абхазский государственный и политический деятель, президент Республики Абхазия (2014—2020).
- 1959 — Нобуо Уэмацу, японский композитор.
- 1960 — Айртон Сенна (погиб в 1994), бразильский автогонщик, трёхкратный чемпион мира в классе «Формула-1».
- 1961 — Лотар Маттеус, немецкий футболист, чемпион мира (1990).
- 1962
  - Мэттью Бродерик, американский актёр, кинорежиссёр, певец, лауреат двух премий «Тони».
  - Мехди Джомаа, тунисский политик, премьер-министр Туниса (2013—2015).
- 1963 — Рональд Куман, нидерландский футболист, чемпион Европы (1988), тренер
- 1967
  - Юнас Берггрен, шведский музыкант, певец, композитор, участник и один из основателей «Ace of Base».
  - Максим Реалити (наст. имя Кит Палмер), британский певец и танцор, участник группы «The Prodigy».
- 1972
  - Дерарту Тулу, эфиопская бегунья-стайер, двукратная олимпийская чемпионка.
  - Борис Миронов, советский и российский хоккеист, серебряный призёр Олимпийских игр (1998).
- 1975 
  - Фабрисио Оберто, аргентинский баскетболист, олимпийский чемпион (2004).
  - Марк Уильямс, валлийский игрок в снукер, трёхкратный чемпион мира.
- 1980
  - Марит Бьёрген, норвежская лыжница, 8-кратная олимпийская чемпионка, 18-кратная чемпионка мира.
  - Роналдиньо (наст. имя Роналду ди Асис Морейра), бразильский футболист, чемпион мира (2002).
  - Дерик Уибли, вокалист и гитарист канадской панк-группы «Sum 41».
- 1984 — Тамара Уитмер, американская актриса и фотомодель.
- 1985 — Соникуа Мартин-Грин, американская актриса.
- 1989 — Жорди Альба, испанский футболист, чемпион Европы (2012).
- 1991 — Антуан Гризманн, французский футболист, чемпион мира (2018).
- 1992 — Каролина Плишкова, чешская теннисистка, бывшая первая ракетка мира.
- 1993 — Джейд Джонс, валлийская тхэквондистка, двукратная олимпийская чемпионка.

## Скончались
См. также: Категория:Умершие 21 марта

### До XX века
- 1556 — Томас Кранмер (р. 1489), деятель английской Реформации, с 1533 г. первый протестантский архиепископ Кентерберийский.
- 1648 — Леоне де Модена[итал.], (р. 1571), итальянский раввин, поэт и теолог, составитель еврейского словаря.
- 1772 — Александр Кокоринов (р. 1726), русский архитектор, первый директор Императорской Академии художеств (с 1761).
- 1843 — Роберт Саути (р. 1774), английский поэт-романтик и автор жизнеописаний.
- 1871 — Фёдор Решетников (р. 1841), русский писатель, очеркист («Подлиповцы» и др.).
- 1891 — Джозеф Джонстон (р. 1807), бригадный генерал армии США и генерал армии Конфедератов в годы Гражданской войны.

### XX век
- 1902 — Вильгельм Ине (р. 1821), немецкий историк.
- 1910 — Феликс Надар (р. 1820), французский фотограф, карикатурист, основатель фотожурналистики, первым в мире произведший аэрофотосъёмку.
- 1920 — Лев Лопатин (р. 1855), русский философ-идеалист и психолог, профессор Московского университета.
- 1936 — Александр Глазунов (р. 1865), русский композитор, дирижёр, музыкально-общественный деятель, в 1905—1928 гг. директор Петербургской консерватории.
- 1938 — Джон Бейтс Кларк (р. 1847), американский экономист.
- 1939 — Эвальд Аав (р. 1900), эстонский композитор и хоровой дирижёр.
- 1957 — Чарльз Кэй Огден (р. 1889), английский писатель, лингвист, создатель упрощённого английского языка Basic English
- 1958 — Сирил Корнблат (р. 1923), американский писатель-фантаст.
- 1977 — Асит Кришна Мукерджи[англ.], индийский издатель, публицист и историк
- 1981 — Марк Донской (р. 1901), кинорежиссёр, сценарист, народный артист СССР.
- 1985 — Майкл Редгрейв (р. 1908), британский актёр театра и кино, режиссёр, менеджер, писатель.
- 1987 — Роберт Престон (р. 1918), американский актёр театра и кино, певец.
- 1991 — Лео Фендер (р. 1909), американский гитарный мастер, основатель компании Fender Musical Instruments Corporation.
- 1998 — Галина Уланова (род. 1910), балерина, педагог, народная артистка СССР.

### XXI век
- 2002 — Ники де Сен-Фалль (р. 1930), французская театральная художница, скульптор, кинопроизводитель.
- 2003 — митрополит Гедеон (в миру Александр Докукин; р. 1929), епископ Русской православной церкви, в 1990—2003 гг. митрополит Ставропольский и Владикавказский.
- 2004 — Людмила Черина (при рожд. Моник Чемерзина; р. 1924), французская балерина, актриса театра и кино черкесского происхождения.
- 2009 — Владимир Кучмий (р. 1948), советский и российский спортивный журналист, основатель газеты «Спорт-Экспресс».
- 2010 — Клавдия Фролова (р. 1923), советский и украинский литературовед и критик, профессор[12].
- 2011 — Николай Андрианов (р. 1952), советский гимнаст, многократный чемпион мира, Европы и Олимпийских игр.
- 2012
  - Тонино Гуэрра (р. 1920), итальянский поэт, писатель, сценарист, кинорежиссёр.
  - Николай Некрасов (р. 1932), дирижёр, педагог, народный артист СССР.
- 2013 — Чинуа Ачебе (р. 1930), нигерийский прозаик, поэт, литературный критик.
- 2015
  - Юрген Ингманн (р. 1925), датский гитарист, победитель конкурса «Евровидение» 1963 года в дуэте с женой Гретой.
  - Альберта Уотсон (р. 1955), канадская актриса кино и сериалов.
- 2019 — Пётр Зайченко (р. 1943), советский и российский актёр театра и кино.
- 2022
  - Юз Алешковский (настоящее имя Иосиф Ефимович Алешковский) (ум. 1929), русский прозаик, поэт, сценарист, автор-исполнитель песен.
  - Виталий Мельников (р. 1928), советский и российский кинорежиссёр, народный артист РСФСР.
- 2025 — Джордж Форман (р. 1949), американский боксёр-профессионал, выступавший в 1969—1977 и 1987—1997 годах. Олимпийский чемпион 1968 года. Абсолютный чемпион мира (1973—1974). Чемпион мира по версиям WBC (1973—1974), WBA (1973—1974; 1994—1995), IBF (1994—1995).

## Народный календарь, приметы и фольклор Руси
- Если облака высоко и плывут по небу быстро — значит, погода будет доброй.
- Если в мартовскую метель снег ляжет на поля волнами да буграми, это обещает хороший урожай овощей в огороде и яровых хлебов[13].
- Время вербе осеребриться[14].